# Желаю успеха
«Желаю успеха» — советский художественный фильм, снятый в 1980 году режиссёром Александром Косаревым по сценарию Олега Стукалов-Погодина.

## Сюжет
Петру Северину (Геннадий Корольков) 35 лет, он кандидат наук, работает в престижном институте, в области статистики. В его жизни кризис — нелюбимая работа, расставание с девушкой, разочарование в жизни. Однажды дядя — профессор, работающий на Дальнем Востоке — предложил ему должность руководителя экологической лаборатории. Пётр решает кардинально изменить свою жизнь, бросает Москву и улетает во Владивосток.
Оказавшись на станции в дальневосточной тайге он встречается с местными жителями — лесником Захаром Можовым и его дочкой Катей Моховой, вместе с которыми молодой учёный пытается предотвратить уничтожение природы и наступление экологической катастрофы, а также обретает надежду на новую любовь.

Хорошая картина. В защиту природы… Играю лесника по фамилии Мохов. Трудно живется этому честному и справедливому человеку. Не бороться с тем, вокруг него творится, занять позицию «моя хата с краю» он не может: характер у него не такой! А как спасти лес от вырубки, реку от засорения, рыбу от гибели? Очень трудно ему! Даже передать не могу, трудно… В общем, картина эта, по—моему, не столько о проблемах одного из заповедников на Дальнем Востоке, сколько о проблемах совести человеческой, о долге, о чести, нравственных обязанностях каждого…— исполнитель роли лесника Мохова актёр Иван Лапиков, из интервью журналу «Искусство кино», 1980 год

## В ролях
- Геннадий Корольков — Пётр Северин
- Ирина Короткова — Катя Мохова
- Иван Лапиков —  Захар Гаврилович Мохов, лесник
- Даниил Нетребин — Федор Михайлович Босых
- Михаил Глузский — профессор Варенцов
- Хамар Адамбаева — Любаша
- Роман Хомятов — Николай Панин
- Екатерина Маркова — Лида
- Всеволод Сафонов — Демид Демидович
- Антонина Максимова — мать Петра
- Валентина Тэжик — Таня
- Нина Зоткина — Лена
- Николай Парфенов — Степан Трофимович, сосед
- Борис Кордунов — академик

## Съемочная группа
- Режиссёр — Александр Косарев
- Автор сценария — Олег Стукалов-Погодин
- Операторы-постановщики — Виктор Листопадов, Игорь Мельников
- Художник-постановщик — Василий Голиков
- Оператор — Л. Андрианов
- Композитор — Алексей Рыбников